# Castello Dentice di Frasso (Carovigno)
Das Castello Dentice di Frasso, auch Castello di Carovigno, ist eine Burg in der Gemeinde Carovigno in der italienischen Region Apulien. Wie alle derartigen Burgen wurde diese im höchsten Teil des Ortes erbaut.

## Geschichte

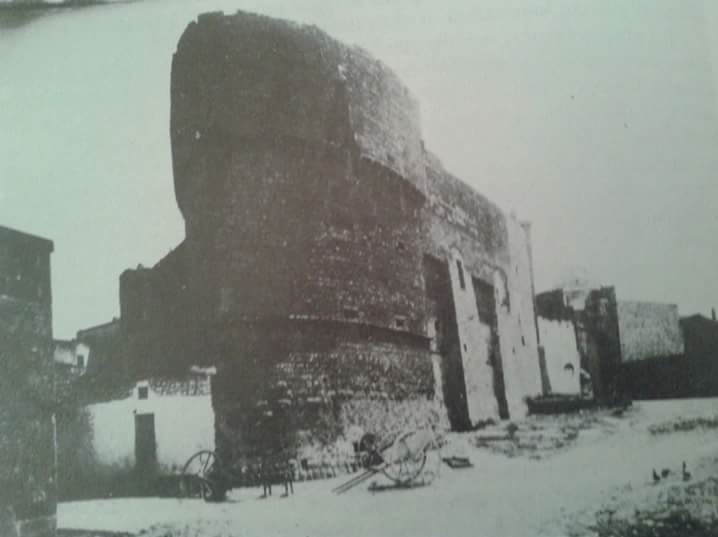
Castello Dentice di Frasso im 19. Jahrhundert

Es gibt keine gesicherten Aufzeichnungen über den Ursprung der Burg, aber laut Vincenzo Andriani entstand der erste Kern der heutigen Burg innerhalb einer Umfassungsmauer in normannischer Zeit.
Auf einem alten Pergament von 1163, das im Kapitelarchiv von Ostuni aufbewahrt wird, findet sich die Benennung „Castellum Carvinei“; diese Burg bestand aus einem einzelnen Turm mit quadratischem Grundriss, der seitlich anschließend an die Porta Ostuni stand. Solch ein Turm wurde auf einem Untergeschoss errichtet, das erst als Gefängnis diente und dann als Lagerraum für Öl. Nach und nach wurde dieser aus Gründen der Stabilität aufgefüllt und zur besseren Vorsorge wurde Veranda mit Bögen errichtet, um den Turm zu stützen, der auf der einen Seite einzustürzen drohte, auf der anderen Seite wurde ein kleiner Turm dagegengestellt. Von der Veranda aus gelangte man zur Annakirche, wenn man einen Gang entlangging, der über die Porta Ostuni gebaut wurde und heute blockiert ist. Unter den Bögen der Veranda wurden die Wappen der Lehensnehmer von Carovigno eingemeißelt.
Mit der Zeit wurde die Burg nach dem Bedarf der Feudalherren, die sie bewohnten, erweitert. Heute hat sie eine dreieckige Form (ein Symbol der Perfektion); drei Türme stehen an drei Eckpunkten, einer mit quadratischem Grundriss, einer mit rundem und einer mit mandelförmigem.
Den mandelförmige Turm, der sehr massiv ist, dessen Spitze zum Meer zeigt, und der auch „Schiffsrumpfturm“ genannt wird, ließ im 15. Jahrhundert die Familie Loffredo, die damaligen Herren, errichten. Zweck des mandelförmigen Turms war die Ablenkung von Schüssen, die auf ihn abgefeuert wurden, zur Begrenzung des Schadens.
In der Burg gibt es „Le Segrete“ (dt.: die Geheimnisse) der unterirdischen Räume, die über die Zeit verschiedene Funktionen hatten, darunter die eines Gefängnisses, eines Lagers, eines Kellers und einer Tischlerei.
Die Souterrains wurden zeitweise von den Soldaten genutzt und sind heute Sitz des Volkskundemuseums. Im ersten Obergeschoss kann man verschiedene Schlafkammern der Burgherren sehen und andere Räume, die als Bad, Speisezimmer, Bibliothek oder Billardsaal dienten. Darüber hinaus gibt es einen großartigen Salon mit einem sehr schönen und großen offenen Kamin.

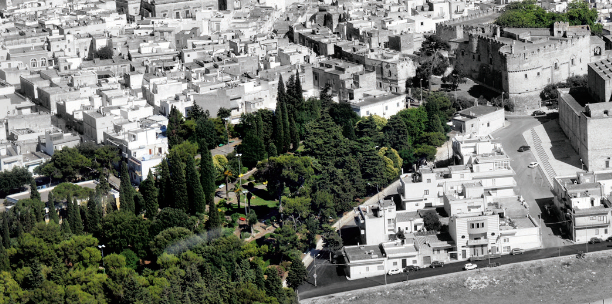
Burg oben rechts und Stadtpark unten links

Die militärische Festung begann ab dem 17. Jahrhundert, die Charakteristik einer Verteidigungsanlage zu verlieren und wurde nach und nach eine herrschaftliche Wohnstatt. 1792 fiel die Anlage an die Familie Dentice di Frasso, deren Mitglied Graf Alfredo Dentice di Frasso und dessen Gattin Elisabeth Schlippenbach mit der Restaurierung der Burg beginnen ließen, um sie in eine moderne Adelsresidenz umzubauen.
Außer der Restaurierung des ältesten Teils, zu dem die markanten Böden und die Kamine gehören, wurden Dekorationen im Marinestil so in Harmonie mit der schon existierenden Anlage und den äußeren Zinnen modelliert, dass sie der Burg ein märchenhaftes Aussehen verleihen.
Auch wurden öffentliche Gärten angelegt, die anfangs noch der Familie Dentice di Frasso gehörten. Sie waren mit der Burg durch einen kleinen Tunnel verbunden, der heute noch zu sehen ist. Früher waren sie ein echter botanischer Garten von nationaler Bedeutung.
Seit 1961 gehörte die Burg der Provinz Brindisi und ging 2014 dank der damaligen Verwaltung unter der Leitung des Bürgermeisters Cosimo Mele in die Hände der Gemeinde Carovigno über.

### Feudalherren
- 1163: der Normanne Goffredo III. di Montescaglioso
- 1194: der Staufer Roberto de Biccari
- 1273: Manfredo de Carvinea
- 1306: der Ritter des Hauses Anjou Adamo de Tremblay
- 1309: die Familie Sambiase
- 1327: Carlo de Carvigna
- 1382: der Herr von Tarent, Raimondo del Balzo Orsini
- 1407: die Königin Maria d’Enghien
- 1464: Bartolomeo de Ursinis
- 1492: der neapolitanische Baron Giovan Gaspare Loffredo
- 1500: der Baron Pirro Loffredo
- 1507: der Baron Gaspare Loffredo
- 1520: der Baron Giuseppe Loffredo
- 1529: der Baron Leonardo Loffredo
- 1562: der Baron Scipione Loffredo
- 1589: der Baron Pirro Loffredo
- 1595: der Markgraf Padula
- 1597: Agostino Caputo
- 1619: die Familie Serra aus Genua
- 1929: der Markgraf aus Serranova, Ottavio Serra
- 1653: der Bischof Scipione Costaguto
- 1661: Giuseppe Castaldi
- 1684: Giulio di Sangro
- 1702: der Baron Nicola Granafei
- 1732: der Herr von Francavilla Fontana, Michele Imperiali
- 1792: der Herr Gerardo Dentice di Frasso

## Beschreibung
Die Burg hat eine dreieckige Form. An den drei Ecken sitzen Türme, mit quadratischem, rundem und mandelförmigem Grundriss. In der gesamten Provinz Apulien existieren darüber hinaus nur noch zwei weitere, ähnliche Burgen, in Monte Sant’Angelo und in Rocchetta Sant’Antonio.
Die Burg liegt in der Nähe der alten Mauer zur Verteidigung des Dorfes. Von der Burg aus kann man ein Gebiet überblicken, das sich von Torre Canne bis Brindisi erstreckt, aber auch das Valle d’Itria mit weiteren Dörfern, wie Ceglie Messapica oder Ostuni, einschließt. Anschließend an die Burg gibt es auch die Annakirche, mit der Burg verbunden durch einen Gang über die Porta Ostuni, der heute geschlossen ist.

## Bildergalerie

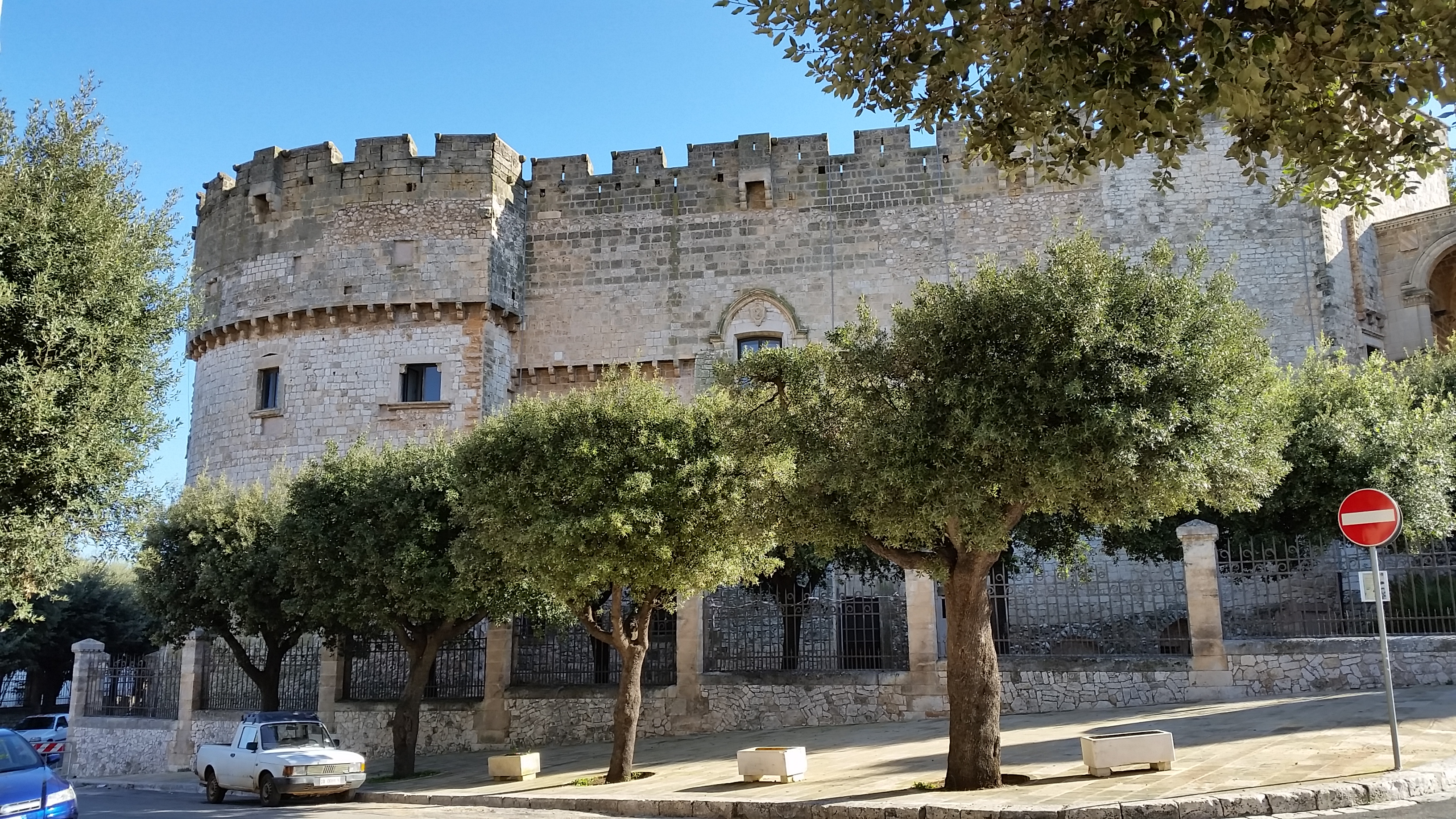
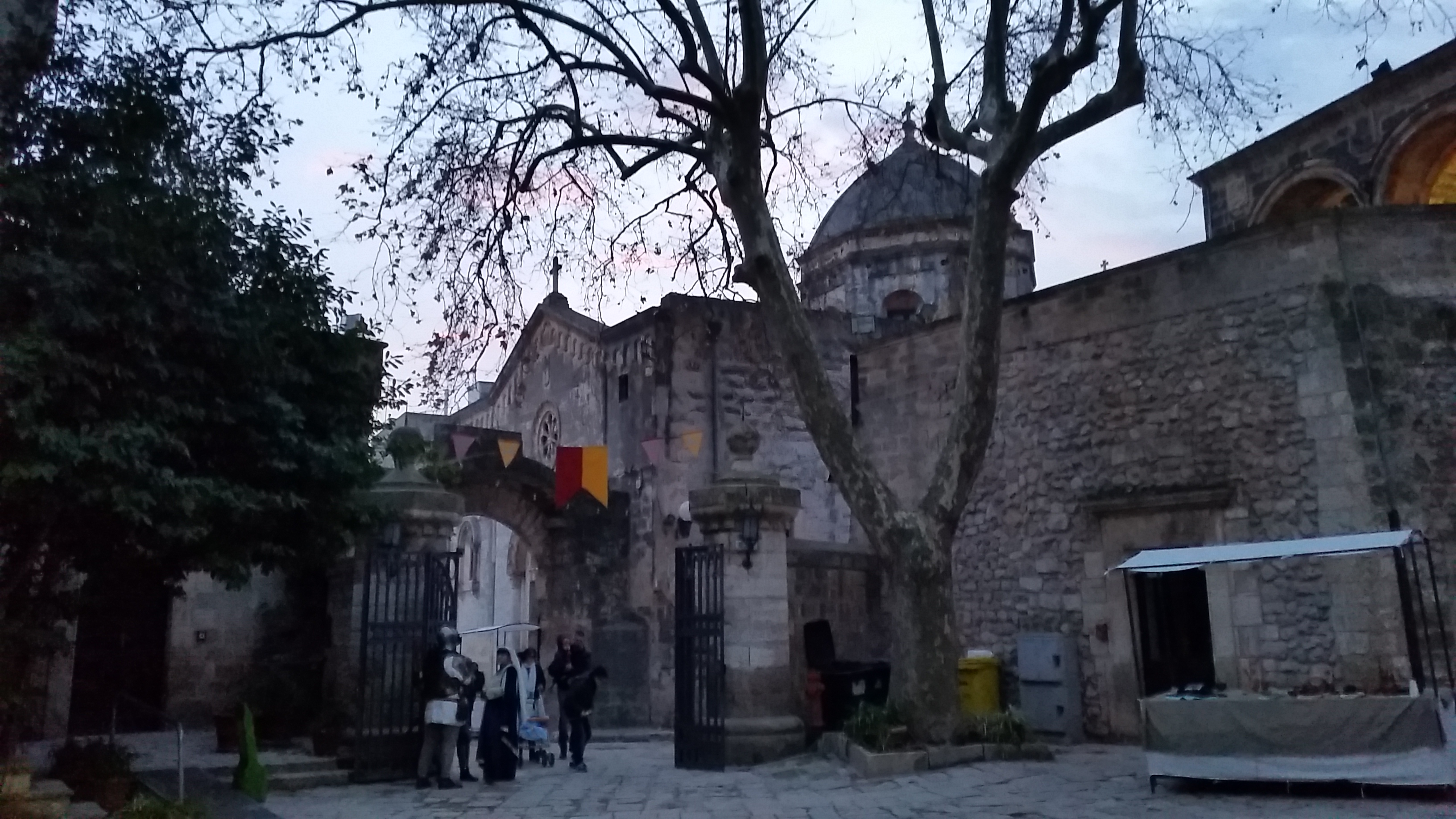
Annakirche vom Innenhof der Burg aus
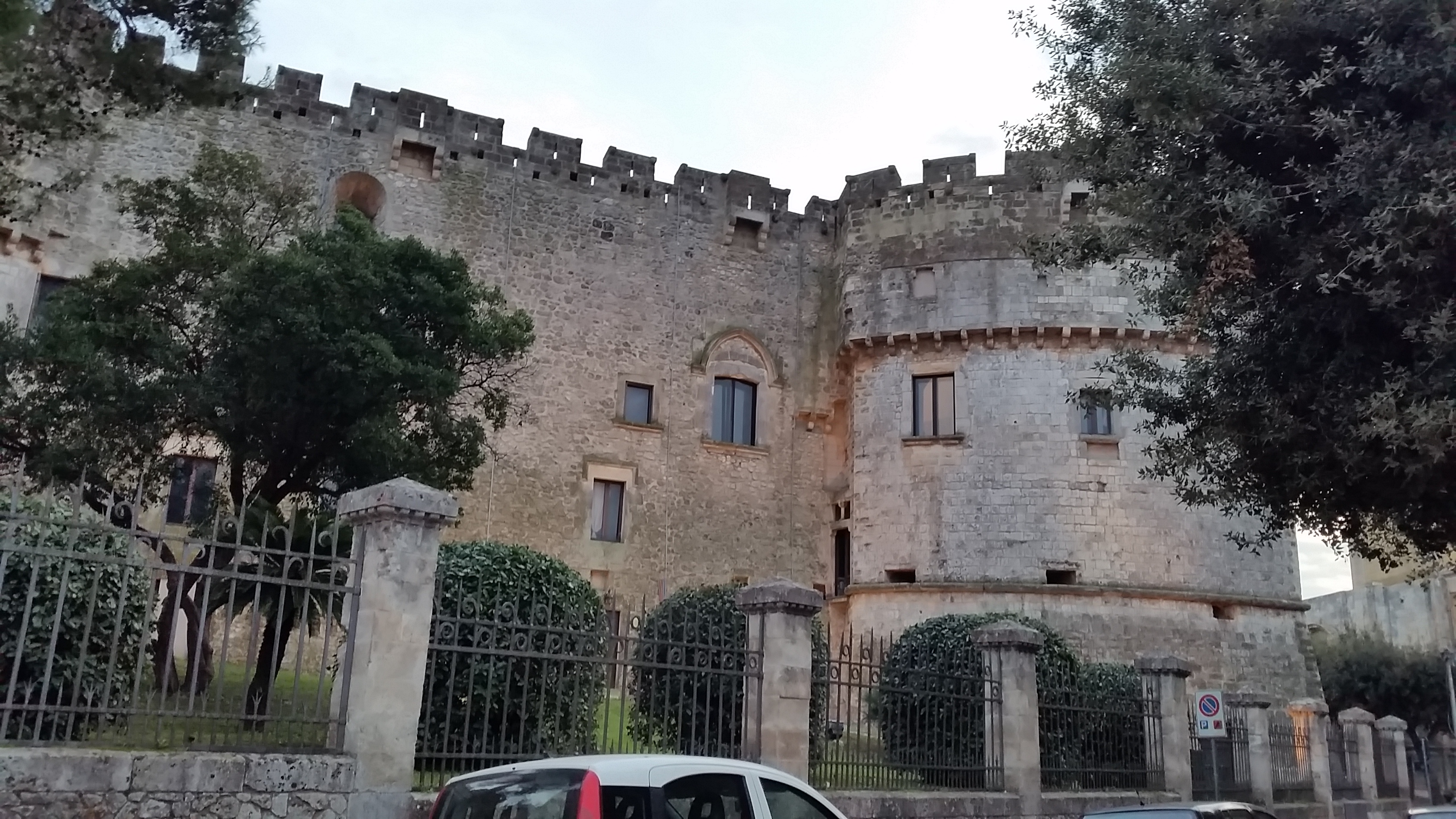

## „Le Segrete“
Im unteren, ältesten Teil der Burg gibt es Kellerräume, die man auch „Le Segrete“ (dt.: die Geheimnisse) nennt. Sie sind direkt in den harten Fels gehauen und führen zu einem Hauptkorridor zusammen, der 17,9 Meter lang, 4,8 Meter tief, 1,7 Meter breit und 2,5 Meter hoch ist. Andere Räume wurden verfüllt, um der Anlage darüber mehr Stabilität zu verleihen. Man gelangte in diese Räume über eine Treppe, die sich bis 1920 im Innenhof der Burg befand, aber heute durch einige Luken geschlossen ist. Vor der Restaurierung 1904–1916 dienten die Kellerräume als Gefängnis.
Auf beiden Seiten des Korridors gibt es bis zu 4 Meter tiefe Tanks, die mit Steinblöcken ohne Kalk aus Carovigno verfüllt wurden. Nach der oben genannten Restaurierung dienten sie als Lager für Öl und als Eishäuser.